# Лудвиг фон Льовенщайн-Вертхайм-Фройденберг
Лудвиг Карл фон Льовенщайн-Вертхайм-Фройденберг (на немски: Ludwig Kar Prinz zu Löwenstein-Wertheim-Freudenberg; * 19 юли 1864, Кройцвертхайм, Бавария; † 26 март 1899, Фурагерос до Манила, Филипини) е 4. принц от Льовенщайн-Вертхайм-Фройденберг и немски племенен господар.

## Живот
Той е седмият син (осмото дете) на 4. княз Вилхелм Паул Лудвиг фон Льовенщайн-Вертхайм-Фройденберг (1817 – 1887) и първата му съпруга графиня Олга Клара фон Шьонбург-Фордерглаухау (1831 – 1868), дъщеря на граф Карл Хайнрих Албан фон Шьонбург-Глаухау (1804 – 1864) и рау-графиня Кристиана Мария Амалия фон Женисон-Валворт (1806 – 1880). Потомък е на курфюрст Фридрих I Победоносни от Пфалц (1425 – 1476) от род Вителсбахи.
Лудвиг напуска Германия и отива в Лондон. Там той се жени на 15 май 1897 г. в за лейди Анне Савиле (* 25 май 1864, Лондон; † 31 август 1927, като пилот над Атлантик). Те нямат деца.
Лудвиг участва в Испано-американската война (1898) и Филипино-американската война (1899). Убит е на 26 март 1899 г., на 34-годишна възраст, във Фурагерос близо до Манила. Съпругата му принцеса Анна научава за смъртта на съпруга си от американското посолство в Лондон.
- Дворец Кройцвертхайм
- Монумент за принцеса Анна фон Льовенщайн-Вертхайм